# Жихлин
Жихлин (пол. Żychlin)  —  город  в Польше, входит в Лодзинское воеводство,  Кутновский повят.  Имеет статус городско-сельской гмины. Занимает площадь 8,69 км². Население — 9021 человек (на 2004 год).
Во время Второй мировой войны в городе нацистами было организовано гетто. Оно просуществовало с лета—осени 1940 года по март 1942 года. Практически все узники гетто были уничтожены в лагере смерти Хелмно. 